# Speed Demos Archive
Speed Demos Archive (w skrócie SDA) – strona zajmująca się speedrunningiem, który jest jednym ze sposobów przechodzenia gier wideo, polegającym na przechodzeniu gry jak najszybciej to tylko możliwe z równoczesnym nagrywaniem tego w postaci plików wideo.

## Historia
Strona rozpoczęła swoją działalność jako archiwum nagrań będących swojego rodzaju solucjami jak przejść grę Quake. SDA zostało utworzone przez Nolana "Radix" Pflug z Pittsburgh (USA) w Kwietniu 1998 przy współpracy z Gunnerem i Jesse. W 2004 po sukcesie speedruna gry Metroid Prime, Radix rozszerzył SDA o inne gry.